# Jeffrey Moussaieff Masson
Jeffrey Moussaieff Masson (Chicago, 28 marzo 1941) è uno psicoanalista, scrittore e sanscritista statunitense.

## Biografia
Figlio di un commerciante di religione giudaica, Jeffrey Moussaieff Masson trascorse la prima parte della sua vita tra Stati Uniti, Hawaii, Svizzera e Uruguay, dove frequentò l'Università di Montevideo; fu poi ammesso ad Harvard. Conseguiti la laurea e il Ph.D in sanscrito, trascorse alcuni anni in India, dove studiò la religione indù e scrisse alcuni libri sull'argomento. Si trasferì quindi in Canada, dove divenne professore di sanscrito all'Università di Toronto. Ma a 29 anni, attratto dalla psicoanalisi, decise di dedicarsi completamente allo studio di essa. Frequentato il locale istituto psicoanalitico, ebbe una rapida carriera, assumendo nel 1980 l'incarico di direttore dei Freud Archives (organizzazione volta a conservare il patrimonio freudiano, che comprendeva un vasto epistolario di Sigmund Freud in parte non ancora studiato).
Ma le rivelazioni fatte da Masson al New York Times sull'abbandono da parte di Freud della teoria della seduzione ne provocarono l'anno successivo il licenziamento. Masson denunciò allora le istituzioni psicoanalitiche ed ottenne 150.000 dollari di risarcimento; denunciò inoltre una giornalista del New Yorker (Janet Malcolm) che nei suoi articoli aveva riferito alcune vicende personali di Masson in maniera da svilirne la reputazione, ma tale processo si risolse in favore della Malcolm. Da allora Masson ha continuato a scrivere saggi di critica verso le istituzioni psicoanalitiche (considerate da lui colpevoli, tra le altre cose, di sottovalutare le violenze subite dai bambini e dalle donne) e si è dedicato allo studio della psicologia animale, pubblicando diversi libri che sostengono i diritti degli animali e vincendo nel 2011 l'Empty Cages Prize. Inoltre, segue un'alimentazione vegana, propugnando nei suoi libri il valore etico di questa scelta. Risiede in Nuova Zelanda.

## Opere (elenco parziale)
- Assalto alla verità. La rinuncia di Freud alla teoria della seduzione, Milano, Mondadori, 1987.
- Analisi finale. Costruzione e distruzione di uno psicoanalista, Torino, Bollati Boringhieri, 1993, ISBN 88-339-0756-2.
- I cani non mentono sull'amore. Riflessioni sui cani e sulle loro emozioni, Baldini & Castoldi, 1997. ISBN 88-8089-341-6
- Il gatto che venne dal freddo. Una favola, Tropea, 2006. ISBN 88-438-0556-8
- La vita emotiva dei gatti. Un viaggio nel cuore felino, il Saggiatore, 2006. ISBN 88-428-1351-6
- Nel regno dell'armonia, Tropea, 2007. ISBN 978-88-558-0015-0
- Chi c'è nel tuo piatto? Tutta la verita su quello che mangi, Cairo, 2009. ISBN 978-88-6052-218-4
- Il maiale che cantava alla luna. La vita emotiva degli animali da fattoria, il Saggiatore, 2009. ISBN 978-88-565-0133-9
- Quando gli elefanti piangono. La vita emotiva degli animali (con Susan McCarthy), Tropea, 2010. ISBN 978-88-558-0143-0
- Il cane che non poteva smettere di amare, Tropea, 2011. ISBN 978-88-558-0171-3
- Le bestie siamo noi. Cosa possiamo imparare dagli animali sul bene e sul male, Sonda, 2015. ISBN 978-88-7106-751-3